# شمال آفریقا در دوران باستان

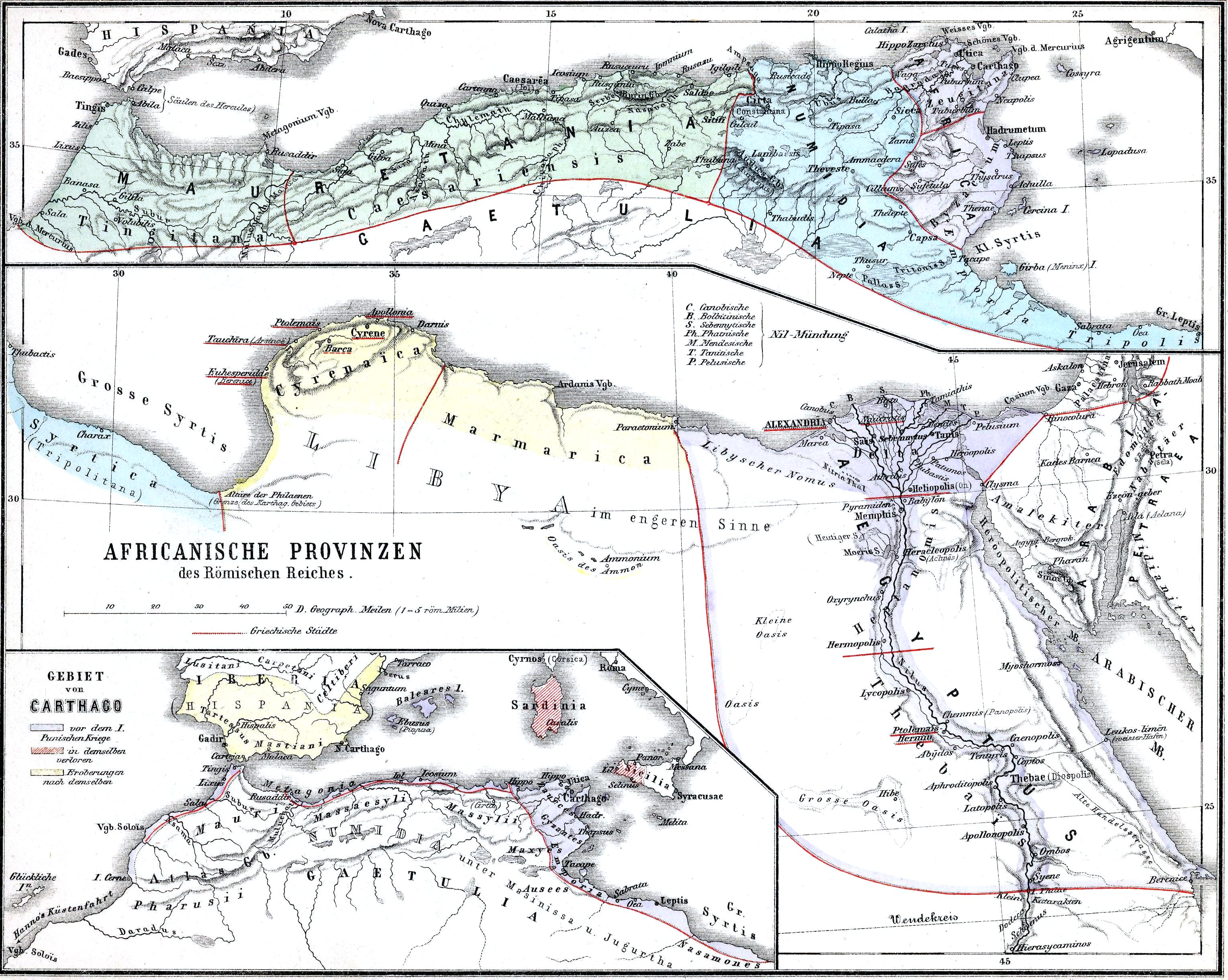
آفریقا یکی از ایالت‌های امپراتوری روم بوده‌است.نقشه کوچک‌تر در پایین سمت چپ، قلمرو ایالت‌ها پیش از امپراتوری روم (کارتاژیان) را نشان می‌دهد. قسمت زرد مناطق تحت سلطه و قسمت قرمز قلمرو از دست رفته به امپراتوری روم، در اولین جنگ پونیک را نشان می‌دهد.

آفریقای شمالی در دوران باستان (انگلیسی: North Africa during classical antiquity) (حدود قرن هشتم قبل از میلاد - قرن پنجم پس از میلاد) را می‌توان تقریباً به تاریخ مصر در شرق، تاریخ لیبی باستان در میانه و تاریخ نومیدیا و مورتانیا در غرب تقسیم کرد.
در ابتدا، در شرق، مصر در مرحله اولیه اروپای دوران باستان تحت حاکمیت پارسیان بود و در عصر هلنیستی به امپراتوری بطلمیوسی عصر هلنیستی رسید. لیبی توسط قوم بربر ساکن بود، در حالی که در امتداد ساحل مستعمرات فنیقی‌ها و یونانی (استعمار دوره باستان) ایجاد شد.
جمهوری روم آفریقا (استان روم) را در سال ۱۴۶ قبل از میلاد پس از شکست کارتاژ باستان در اختیار گرفت و تأسیس کرد. امپراتوری روم سرانجام کل سواحل مدیترانه آفریقا را کنترل کرد و مصر (استان روم) را در ۳۰ قبل از میلاد، کرت و سیرنائیکا در سال ۲۰ قبل از میلاد و مورتانیا در سال ۴۴ پس از میلاد به آن اضافه کرد.
امپراتوری روم غربی بیشتر بخش‌های آفریقا را به دست وندال‌ها در قرن پنجم از دست داد. آنها توسط امپراتوری بیزانس در قرن ششم مجدداً در قلمرو روم گنجانده شدند. بعدها، امپراتوری سرانجام تمام کنترل آفریقا را از دست داد زیرا این منطقه به دست امویان فتح اسلامی مغرب در پایان قرن هفتم افتاد.